# Les Vans (tổng)
Tổng Vans là một tổng của Pháp nằm ở tỉnh Ardèche trong vùng Rhône-Alpes.
Tổng này được tổ chức xung quanh s Vans ở quận Largentière. Độ cao biến thiên từ 100 m (Berrias-et-Casteljau) đến 1 062 m (Malarce-sur-la-Thines) với độ cao trung bình là 262 m.

## Hành chính
| Giai đoạn                       | Ủy viên             | Đảng    | Tư cách |
| ------------------------------- | ------------------- | ------- | ------- |
| 1986-Jean-Marie Roux\|RPR       | Thị trưởng Les Vans | {{{3}}} |         |
| depuis Jean-Paul Manifacier\|PS |                     | {{{3}}} |         |

## Các đơn vị hành chính
Tổngs Vans bao gồm 14 xã với dân số 7 749 người (điều tra năm 1999, dân số không tính trùng).
| Xã                         | Dân số | Mã bưu chính | Mã insee |
| -------------------------- | ------ | ------------ | -------- |
| Les Assions                | 529    | 07140        | 07017    |
| Banne                      | 555    | 07460        | 07024    |
| Berrias-et-Casteljau       | 566    | 07460        | 07031    |
| Chambonas                  | 555    | 07140        | 07050    |
| Gravières                  | 369    | 07140        | 07100    |
| Malarce-sur-la-Thines      | 258    | 07140        | 07147    |
| Malbosc                    | 169    | 07140        | 07148    |
| Saint-André-de-Cruzières   | 415    | 07460        | 07211    |
| Sainte-Marguerite-Lafigère | 73     | 07140        | 07266    |
| Saint-Paul-le-Jeune        | 762    | 07460        | 07280    |
| Saint-Pierre-Saint-Jean    | 133    | 07140        | 07284    |
| Saint-Sauveur-de-Cruzières | 491    | 07460        | 07294    |
| Les Salelles               | 210    | 07140        | 07305    |
| Les Vans                   | 2 664  | 07140        | 07334    |

## Thông tin nhân khẩu
| 1962                                                     | 1968  | 1975  | 1982  | 1990  | 1999  |
| -------------------------------------------------------- | ----- | ----- | ----- | ----- | ----- |
| 6 770                                                    | 7 646 | 7 240 | 7 402 | 7 567 | 7 749 |
| Nombre retenu à partir de 1962 : dân số không tính trùng |       |       |       |       |       |